# 金珉禧
金珉禧（韓語：김민희，1982年3月1日—），常見譯作「金敏喜」，韓國女演員，2017年柏林影展最佳女演员奖得主。

## 感情生活
2003年與李政宰拍攝廣告認識，同年10月開始熱戀，但戀愛關係維持了3年之後分手。
2008年7月與小她6歲的模特兒李洙赫交往，兩年後分手。
2013年初與趙寅成交往，2014年9月，透過經紀公司發表已與趙寅成和平分手的聲明。
2016年6月21日，爆出疑似介入已婚導演洪常秀家庭的傳聞，而媒體大都為洪尚秀及其妻單方面出面回應。2017年3月13日，她公開承認與洪常秀是相愛關係。

## 演出作品

### 電視劇
- 1999年：KBS《學校2》
- 2000年：SBS《茱麗葉的男朋友》
- 2002年：SBS《純真年代》飾演 洪芝微
- 2004年：SBS《嫂嫂19歲》飾演 崔秀芝
- 2006年：KBS《再見獨奏》飾演 崔薇莉
- 2008年：KBS《戀愛結婚》飾演 李康萱

### 電影
- 2000年：《純愛譜》
- 2002年：《Surprise Party》
- 2007年：《熱情似火》
- 2009年：《女演員們》
- 2011年：《白鯨》
- 2012年：《火車》飾演 車慶善
- 2013年：《說閒話：導演瘋了》
- 2013年：《戀愛的溫度》飾演 張英
- 2014年：《殺手的品格（朝鲜语：우는 남자）》飾演 崔慕京
- 2015年：《這時對，那時錯》飾演 尹熙貞
- 2016年：《下女的誘惑》飾演 秀子
- 2017年：《獨自在夜晚的海邊》飾演 英熙
- 2017年：《克莱尔的相机》飾演 全曼熙
- 2017年：《那天以後》飾演 宋雅凜
- 2018年：《草葉集（朝鲜语：풀잎들）》飾演 雅凜
- 2018年：《江邊旅館（朝鲜语：강변호텔）》飾演 雅凜
- 2020年：《逃亡的女人》飾演 玕希
- 2021年：《引言》饰演 画家
- 2022年：《小说家的电影》饰演 吉秀
- 2023年：《在水中》
- 2023年：《我们的一天（朝鲜语：우리의 하루）》饰演 尚元
- 2024年：《在溪边》饰演 Jeonim

## 獎項紀錄
| 年度 | 頒獎典禮                      | 獎項                      | 作品                 | 結果 |
| 1999 | 第13屆KBS演技大賞             | 青少年演技獎              | 《學校2》            | 獲獎 |
| 2008 | 第44屆百想藝術大賞            | 電影部門 最優秀女子演技獎 | 《熱情似火》         | 獲獎 |
| 2008 | 第9屆釜山影評人協會獎         | 最佳女主角                | 《熱情似火》         | 獲獎 |
| 2012 | 第48屆百想藝術大賞            | 電影部門 最優秀女子演技獎 | 《火車》             | 提名 |
| 2012 | 第33屆青龍電影獎              | 最佳女主角                | 《火車》             | 提名 |
| 2012 | 第21屆釜日電影獎              | 最佳女主角                | 《火車》             | 獲獎 |
| 2013 | 第11屆大韓民國電影大獎        | 最佳女主角                | 《火車》             | 提名 |
| 2013 | 第49屆百想藝術大賞            | 電影部門 最優秀女子演技獎 | 《戀愛的溫度》       | 獲獎 |
| 2013 | 第49屆百想藝術大賞            | 電影部門 女子人氣獎       | 《戀愛的溫度》       | 提名 |
| 2013 | 第34屆青龍電影獎              | 最佳女主角                | 《戀愛的溫度》       | 提名 |
| 2013 | 第34屆青龍電影獎              | 人氣明星獎                | 《戀愛的溫度》       | 獲獎 |
| 2013 | 第22屆釜日電影獎              | 最佳女主角                | 《戀愛的溫度》       | 提名 |
| 2013 | 第14屆年度女性電影人獎        | 最佳女主角                | 《戀愛的溫度》       | 獲獎 |
| 2015 | 第16屆釜山電影評論家協會獎    | 最佳女主角                | 《這時對，那時錯》   | 獲獎 |
| 2016 | 第21屆春史電影獎              | 最佳女主角                | 《這時對，那時錯》   | 提名 |
| 2016 | 第3屆野花電影獎               | 最佳女演員                | 《這時對，那時錯》   | 提名 |
| 2016 | 第16屆Director's Cut Awards   | 年度女子演技獎            | 《下女的誘惑》       | 獲獎 |
| 2016 | 第37屆青龍電影獎              | 最佳女主角                | 《下女的誘惑》       | 獲獎 |
| 2016 | 第25屆釜日電影獎              | 最佳女主角                | 《下女的誘惑》       | 提名 |
| 2016 | 第8屆美國印第安納電影記者協會 | 最佳女主角                | 《下女的誘惑》       | 提名 |
| 2016 | 第12屆奧斯汀影評人協會        | 最佳女配角                | 《下女的誘惑》       | 提名 |
| 2016 | 第22屆Cine21電影獎            | 年度最佳女演員            | 《下女的誘惑》       | 獲獎 |
| 2017 | 第53屆百想藝術大獎            | 電影部門 最優秀女子演技獎 | 《下女的誘惑》       | 提名 |
| 2017 | 第53屆百想藝術大獎            | 電影部門 女子人氣獎       | 《下女的誘惑》       | 提名 |
| 2017 | 第22屆春史電影獎              | 最佳女主角                | 《下女的誘惑》       | 提名 |
| 2017 | 第15屆國際影迷協會獎          | 最佳女主角                | 《那天以後》         | 獲獎 |
| 2017 | 第67屆柏林影展                | 最佳女演員銀熊獎          | 《獨自在夜晚的海邊》 | 獲獎 |
| 2017 | 第16屆希洪國際電影節          | 最佳女演員                | 《獨自在夜晚的海邊》 | 獲獎 |
| 2017 | 第26屆釜日電影獎              | 最佳女主角                | 《獨自在夜晚的海邊》 | 提名 |
| 2018 | 第23屆春史電影獎              | 最佳女主角                | 《獨自在夜晚的海邊》 | 提名 |
| 2018 | 第16屆國際影迷協會獎          | 最佳女主角                | 《獨自在夜晚的海邊》 | 亞軍 |
| 2018 | 第5屆野花電影獎               | 最佳女演員                | 《獨自在夜晚的海邊》 | 提名 |
| 2018 | 第12屆亞洲電影大獎            | 最佳女主角                | 《那天以後》         | 提名 |
| 2019 | 第6屆野花電影獎               | 最佳女演員                | 《草葉集》           | 提名 |
| 2020 | 第26屆Cine21電影獎            | 年度女演員                | 《逃亡的女人》       | 獲獎 |
| 2021 | 第8屆野花電影獎               | 最佳女演員                | 《逃亡的女人》       | 提名 |
| 2024 | 第77屆盧卡諾影展              | 最佳演出獎                | 《在溪边》           | 獲獎 |

## 腳註
1. ↑  . 1905电影网. 2017-02-19. （原始内容存档于2017-02-20）.
2. ↑  趙寅成-金敏喜證實交往ing 1個月前密切約會 （页面存档备份，存于）enews World（中文）
3. ↑  演員趙寅成與金敏喜分手 （页面存档备份，存于） 韓國中央日報

## 外部連結
- NAVER搜索 （页面存档备份，存于） 